# Florian Hecht
Florian Hecht (* 30. Mai 1993 in Berlin) ist ein deutscher Volleyballspieler.

## Karriere
Florian Hecht ist der Sohn des deutschen Volleyball-Rekordnationalspielers René Hecht. Er begann seine Volleyball-Karriere 2004 beim Berliner TSC und wechselte später zum SCC Berlin, mit dem er 2009 deutscher U18-Meister wurde. Ab 2011 spielte der Mittelblocker mit dem VC Olympia Berlin in der zweiten Bundesliga und wurde in die Junioren-Nationalmannschaft berufen. Im selben Jahr hatte Hecht aufgrund eines Doppelspielrechts auch einen Kurzeinsatz bei den Berlin Recycling Volleys in der ersten Bundesliga. 2013 wurde er komplett von den BR Volleys verpflichtet. Mit den Berlinern wurde er in der Bundesliga-Saison 2013/14 deutscher Meister. Außerdem erreichte er das Finale im DVV-Pokal. Nach der Saison wechselte Hecht zum Bundesliga-Konkurrenten Cloud&Heat Volley Dresden und nach dessen Insolvenz zu den Netzhoppers Königs Wusterhausen, wo er bis 2016 aktiv war.